# Ярославский, Пётр Антонович
Пётр Антонович Ярославский (1750, Тростянец — 1810) — харьковский губернский архитектор.

## Биография
Пётр Ярославский родился в 1750 году в Тростянце. После окончания Прибавочных классов при Харьковском коллегиуме был направлен в Москву «для основательного познания архитектуры», к которой проявил интерес еще во время учёбы в Харькове.
В Москве Пётр Ярославский обучался у Василия Баженова. После возвращения в Харьков полностью посвящает себя архитектуре, как практике, так и теории. Во многом его усилиями в Харьковском коллегиуме были открыты «архитектурные классы».
С 1775 года Пётр Антонович занимал пост губернского архитектора, на котором находился до 1809 года.
Как архитектор-практик Пётр Ярославский во многом определил архитектурный облик Харькова в следующем столетии, став родоначальником слободско-украинской школы классицистской архитектуры.
Принимал участие в составлении планов городов Харьковского наместничества в 1782—1786 гг. в соавторстве с Г. Буксгевденом и С. Назвитиным, разработал генеральные планы. По его эскизам были построены церкви в Сумах, Ахтырке, Константиновке (в усадьбе Донцов-Захаржевских), Пархомовке, усадьба Шидловских в Старом Мерчике.

## Ученики
Среди видных учеников Петра Антоновича были:
- С. Чернышёв
- В. Лобачевский

## Работы П. А. Ярославского
По проектам П. А. Ярославского были построены следующие здания:
- Дом вице-губернатора, губернская канцелярия и магистрат по ул. Университетской в Харькове (не сохранились);
- Театр в пристройке к губернаторскому дому (1787—1791 гг.);
- Дом наместника на ул. Университетской (1780—1782 гг., не сохранился);
- Палаты присутственных мест по ул. Университетской (1780—1805 гг., не сохранились);
- Гостиный двор на ул. Университетской (1785—1786 гг., не сохранился);
- Шубный ряд на берегу р. Лопань (конец XVIII века, не сохранился);
- Аптека приказа общественного призрения на ул. Рождественской, 2 (ныне — Конторская, 1788 г.);
- Михайловская церковь на Захарьевской стороне (1783—1787 гг., не сохранилась);
- Рождественская церковь в Залопанье (1781—1783 гг., не сохранилась);
- Почтамт на углу ул. Старомосковской и Набережной (1804 г.);
- Церковь Рождества Богородицы на ул. Каплуновской (угол Пушкинской и Искусств, 1782—1789 гг., не сохранилась);
- Благовещенская церковь в Залопанье (1793 г., перестроена);
- Провиантские склады на пл. Поэзии (1785—1787 гг.);
- Особняк купца Ломакина на углу Торговой площади и Плетневского пер. (не сохранился);
- Усадебный дом Минстера и ворота на ул. Дмитриевской, 14 (конец XVIII века);
- Дворец губернатора Сабурова (ул. Академика Павлова, 46, больница № 15);
- Усадьба Сердюкова на ул. Чернышевской, 14 (1808—1814, в соавторстве с В. Лобачевским);
- Дворец Шидловского в Старом Мерчике (1776—1778 гг.);
- Введенская церковь в Ахтырке (1774—1784 гг.);
- Церковь в г. Сумы (1790 г.);
- Церковь в Константиновке (в усадьбе Донцов-Захаржевских) (1797—1798 г.);
- Покровская церковь в Пархомовке (1808 г.);